# Долидзе, Давид Егорович
Давид Егорович Долидзе  (груз.  დავით დოლიძე) (2 февраля 1908 — неизвестно) ―  советский и грузинский математик, доктор физико-математических наук, профессор, известен своими работами в математической теории движения жидкости. В частности, заново открыл важную теорему единственности для классических решений уравнений Навье–Стокса для несжимаемой жидкости, ранее доказанную Эмануэлем Фоа.

## Биография
Давид Егорович Долидзе родился 2 февраля 1908 года в селе Букнари, Грузия,. В 1928 году окончил Тбилисский государственный университет, физико-математический факультет.
С 1934 года Давид Долидзе начал преподавать в своём родном университете, а через год, в 1935 году, Долидзе также начал проводить исследования в Институт математики Академии наук Грузинской ССР, там же в 1941—1947 годах занимал должность учёного секретаря Отделения математики и естествознания.
В 1939-1947 годах преподавал в Грузинском сельскохозяйственном институте. В 1947-1954 годах был проректором Тбилисского университета по учебной части.
В 1945 году Давид Долидзе защитил докторскую диссертацию, ему также было присвоено звание профессора.
Умер в 1960 году.

## Избранные публикации
- Долидзе, Д.Е. (1954), Единственность решения основной граничной задачи вязкой несжимаемой жидкости, Доклады Академии Наук СССР , Новая серия, 96 (3): 437–439, Zbl  0059.19702.
- Долидзе Д.Е. «О единственности решения краевой задачи вязкой несжимаемой жидкости» , Труды Тбилисского математического института имени А.М. Размадзе , 21 : 261–267, Zbl  0066.19703..
- Долидзе, Д. Е. (1960),Некоторые вопросы нестационарного течения вязкой жидкости: метод потенциалов и интегральных соотношений(на русском языке ), Тбилиси : Издательство Академия наук Грузинской ССР, стр. 331, Zbl  +0111,23104.
- Долидзе, Давид Егорович (1980), Труды [К 70-летию со дня рождения математика][ Сочинения ], Тбилиси : Тбилисский университет , с. 210. Его « Сочинения », изданные Тбилисским государственным университетом к 70-летию со дня рождения.

## Архив, личные фонды
- ГАРФ Ф.Р9506. Оп.3. Д.220.  Долидзе Давид Егорович
- ОА СПбГУ. Ф.1. Оп.1917-1941. Д.928. Личное дело.
- АРАН. Ф.411. Оп.18. Д.159. Личное дело - Долидзе Давид Егорович, ст.н.с. Математического института Грузинского филиала АН СССР
- ЦГАИПД СПб. Ф.Р-1728. Оп. 1-17. Д.131919. Долидзе Давид Егорович
- ЦГАИПД СПб. Ф.Р-1728. Оп. 1-87. Д.691629. Долидзе Давид Егорович[4]